# A fajvédő
A fajvédő (Segregationist) Isaac Asimov egyik sci-fi novellája, amely először az Abbottempo magazin 1967. júliusi számában jelent meg. Magyarul a Robottörténetek című novelláskötetben olvasható.

## Történet
|  | Alább a cselekmény részletei következnek! |

A novella két orvos ideológiai vitája a beültetett szervek típusáról, egy aktuális műtétalany ürügyén.
Amióta a „metallók” állampolgárságot kaptak, az emberek inkább a fém szerkezeteket választják elhasználódott szerveik pótlására, ahelyett, hogy a testükhöz jobban illeszkedő műanyag kreálmányokat kérnék. A sebész megpróbálta erről lebeszélni az aktuális beteget, de a páciens hajthatatlan volt, túlságosan meggyőzte magát arról, hogy a gépezetek erősebbek.
A metallók körében ugyanakkor az emberi szervek beültetése a gyakoribb. Az orvosmérnök kifejti ezen megállapítását a sebésznek, mondván: az emberek és metallók faja fokozatosan egybe fog olvadni, de ezzel nincs semmi baj. Ha mindkét fajt engedélyezték, akkor miért ne létezhetne a kettő egyvelege is. A sebész viszont nem gondolja jónak ezt a folyamatot, szerinte mindkét fajnak meg kell tartania az egyéniségét, társa ezért fajvédőnek nevezi őt.
A novella végén kiderül, hogy a sebész valójában metalló.
|  | Itt a vége a cselekmény részletezésének! |

## Megjelenések

### Angol nyelven
1. Abbottempo, 1967. július
2. The Magazine of Fantasy and Science Fiction, 1968. október
3. Nightfall and Other Stories (Doubleday, 1969)
4. The Year's Best Science Fiction No. 2 (Sphere, 1969)
5. Best SF: 1968 (G. P. Putnam's, 1969)
6. Nightfall Two (Panther, 1971)
7. Science Fiction 1 (Houghton Mifflin, 1973)
8. The Complete Robot (Doubleday, 1982)
9. The Robot Collection (Doubleday, 1983)
10. The Complete Stories (Doubleday, 1990)

### Magyar nyelven
1. Robottörténetek, I. kötet (Móra, 1993, ford.: Villányi György)